# Rudeni (gmina Șuici)
Rudeni – wieś w Rumunii, w okręgu Ardżesz, w gminie Șuici. W 2011 roku liczyła 806 mieszkańców.